# CLS (finance)
Pour les articles homonymes, voir CLS.
Le Continuous Linked Settlement System (CLS) est un système de paiement entré en service en septembre 2002. Il s’agit d’un système mondial de paiements qui traite les deux volets d’une opération de change selon le principe « du paiement contre paiement », ce qui élimine le risque de règlement.

## Origine
Les opérations de change se caractérisent par le fait qu'il s'agit d'opérations conduisant à des flux de transaction dans chacune des devises, ce qui créé des besoins de liquidité dans chacune des devises pour effectuer le règlement de ces opérations. 
Il existe trois types de risques dans les opérations de change : 
- le risque lié au coût de remplacement, lequel se situe entre la date d’engagement de l’opération et sa date de règlement, c’est-à-dire à un moment où aucune des deux contreparties n’a encore procédé au règlement ;

- le risque de règlement multidevises — aussi appelé risque « Herstatt » à la suite de la faillite de la Banque Herstatt en 1974 — lequel se situe à l’échéance de l’opération, c'est-à-dire au moment du règlement et de la livraison et où l'une des deux parties n'honore pas son engagement, c'est-à-dire ne paie pas ou ne livre pas alors que l'autre partie a bien payé ou livré ce qu'elle doit; ce risque est aussi appelé risque de contrepartie ;

- le risque de liquidité, lequel vise, l'impossibilité momentanée pour l'une des contreparties à livrer les fonds en temps utile lors du règlement, du fait d'un manque de liquidité due, par exemple, à des erreurs administratives ou de problèmes techniques affectant tel ou tel maillon de la chaîne qui va jusqu’au règlement (back-office, systèmes informatiques, réseau de télétransmission, système de paiement du pays concerné…)[3].

Les premières initiatives du secteur privé visant à réduire le risque de règlement ont privilégié des mécanismes de compensation des opérations de change, celle-ci étant bilatérale (FXNET), ou multilatérale (ECHO et Multinet) au milieu des années 80. 
Pour limiter, voire supprimer ces risques, ont été lancées en 1994 un certain nombre d’initiatives. En 1996 le système CLS (Continuous Linked Settlement) est créé, fondé sur le traitement brut, la gestion de positions multidevises, le transfert de liquidité et le mécanisme de collatéralisation. En 1997 est créé CLS Services Ltd (devenu CLS Group Holding UK) et en 1999 CLS Bank (à New-York) comme chambre de compensation et de règlement des opérations de change des banques participantes (membres et actionnaires). Le système CLS est opérationnel depuis septembre 2002.

## Membres et actionnariat
Le groupe CLS est supervisé par CLS Group Holdings AG (Suisse). Celui-ci contrôle CLS Holding UK qui contrôle à son tour CLS Bank (NY) et CLS Services Ltd (UK) (qui contrôle elle-même CLS Opérations Ltd). Les banques membres du système CLS sont actionnaires des trois niveaux d’organisation. L’actionnariat comprend plus de 60 banques dont une vingtaine dans la zone euro, 15 en Europe hors zone euro, 15 aux États-Unis, 9 au Japon, 5 au Canada, 4 en Australie, etc. Les actionnaires sont également les utilisateurs. CLS Services Ltd (CLSS) utilise CLS Bank (CLSB) pour domicilier les flux financiers, opérer les règlements de compte à compte et gérer les comptes de clearing dans les différentes banques centrales. 
En 2018, CLS comptait 18 devises éligibles et 72 participants directs.

## Fonctionnement
Le système CLS permet d’éliminer le risque de règlement dans les opérations de change grâce au mode « paiement contre paiement ». Afin d’assurer, par ailleurs, une protection contre le risque de liquidité, CLS comporte des dispositifs permettant de limiter à tout instant les positions débitrices des participants.
Chaque participant au système CLS possède un compte multi-devises ouvert sur les livres de CLS Bank, comportant une position par devise traitée dans CLS. L'enregistrement des opérations s’effectue sur ces comptes en mode « paiement contre paiement » : chaque opération ne peut être imputée que si chacune des deux contreparties dispose, sur son compte auprès de CLS Bank, d'une position suffisante dans la devise qu’elle doit livrer. Si cette condition est satisfaite, l’opération est alors enregistrée immédiatement et de manière irrévocable
Le fonctionnement de CLS repose sur la distinction entre le règlement et le paiement  :
- le règlement concerne l'instruction irrévocable d’une transaction sur les livres de CLS Bank (ces opérations doivent être terminées à 9 heures CET – Continental European Time) ;
- le paiement est le solde net des « pay-in » et des « pay- out » : les « pay-in » sont des apports de fonds destinés à couvrir les règlements d’un ensemble de transactions ; les « pay-out » sont des transferts de fonds de CLS vers le participant en règlement des soldes nets positifs (7 h- 12 heures CET).

À la suite d'une opération de change, les membres du règlement soumettent des instructions de paiement à CLS. Ces instructions sont authentifiées et mises en correspondance par CLS et conservées par le système jusqu'à la date de règlement. Le cycle de règlement quotidien de CLS fonctionne avec le règlement et le financement se produisant pendant une fenêtre de cinq heures lorsque tous les systèmes de règlement brut en temps réel (RBTR) dans les juridictions des devises de règlement de CLS sont ouverts et capables d'effectuer et de recevoir des paiements. Cela permet le règlement simultané des paiements des deux côtés d'une opération de change.
Chaque membre du système de règlement détient un compte multidevise unique auprès de CLS. Au début et à la fin d'une journée normale de règlement, chaque membre de règlement a un solde nul sur son compte. Dans le cadre du fonctionnement normal du service de règlement, CLS commence et termine la journée avec un solde nul sur ses comptes à la banque centrale et sur les comptes de ses membres de règlement. Les membres de règlement peuvent soumettre directement à CLS des instructions relatives à leurs propres opérations de change ainsi qu'à celles de leurs clients tiers.
CLS détient des comptes auprès de chacune des banques centrales dont il règle les devises.
À chaque date de règlement, après avoir déterminé que les comptes des membres de règlement qui soumettent des instructions satisfont à plusieurs tests de gestion des risques, CLS règle simultanément chaque paire d'instructions de paiement appariées en effectuant les écritures de débit et de crédit correspondantes sur les comptes des membres de règlement à CLS. Le règlement des instructions de paiement et des paiements associés est définitif et irrévocable.
Par exemple, (GBP/USD = 1,50; EUR/USD = 1,25) :
Par opération :
Membre 1 : achète 1 000 GBP/USD auprès du membre 2
Membre 2 : achète 1 000 EUR/USD auprès du membre 3
Membre 3 : achète 1 000 GBP/USD auprès du membre 1
Par positions monétaires :
Membre 1 : doit 1 500 USD et 1 000 GBP, perçoit 1 500 USD et 1 000 GBP
Membre 2 : doit 1 250 USD et 1 000 GBP, perçoit 1 000 EUR et 1 500 USD
Membre 3 : doit 1 500 USD et 1 000 EUR, perçoit 1 250 USD et 1 000 GBP
CLS établit ensuite un bilan multilatéral des obligations totales :
Membre 1 : paie 0,0 et reçoit 0,0
Membre 2 : paie 1 000 GBP et reçoit 1 000 EUR et 250 USD
Membre 3 : paie 250 USD et 1000 EUR, et reçoit 1000 GBP
Un autre élément important de CLS réside dans les liquidités fournies par la compensation multilatérale des paiements. Chaque jour, les participants au système doivent effectuer a priori plus d'ne opération par jour, et en pratique des centaines, voire des milliers. Chaque jour, avant le règlement, CLS calcule le financement requis de chaque membre du système de règlement sur une base de compensation multilatérale. Cette compensation permet de réduire le montant nécessaire pour régler toutes les instructions de paiement, ce qui permet à chaque membre de ne transférer que le montant net de ses obligations de paiement dans chaque devise, plutôt que le montant total de chaque transaction à régler. .

## Relations avec Target 2
Les systèmes de paiement qui traitent une partie importante de leurs transactions en euros doivent être  établis dans la zone euro si les règlements quotidiens en euros dépassent 5 milliards d'euros ou s'ils représentent, individuellement, plus de 0,2% de la valeur totale des transactions en euros réglés via les systèmes de paiement interbancaires dans la zone euro. Il existe une exception notable à cette règle, le système CLS.

## Rôle des banques centrales
CLS Bank étant localisée aux États-Unis, le Système fédéral de réserve des États-Unis assure, en tant que lead overseer, la coordination de la surveillance de CLS, en concertation avec les autres banques centrales dont la devise est traitée dans le système. Chaque banque centrale émettrice d’une devise admise dans CLS (euro, dollar des États-Unis, livre sterling, yen, franc suisse, dollar canadien, dollar australien) a été invitée à se prononcer sur l’inclusion de sa devise dans le système. Le Conseil des gouverneurs de la Banque centrale européenne a approuvé, le 10 juillet 2002, l’inclusion de l’euro dans les devises admises dans CLS.